# Reichstagswahl und Volksabstimmung November 1933
- NSDAP: 661

Anmerkung: Die 661 Nominierten auf der NSDAP-Einheitsliste zogen in den Reichstag ein. Von ihnen waren 639 Mitglieder der NSDAP, 22 waren als Gäste bezeichnete Parteilose.

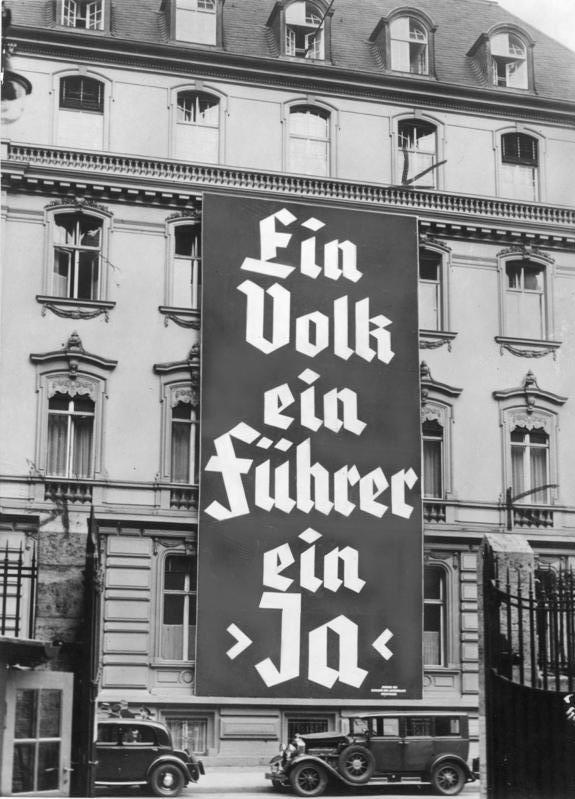
Propagandaplakat zur Wahl am Haus der Gauleitung Groß-Berlin, Voßstraße in Berlin.

Die Reichstagswahl vom 12. November 1933 fand zugleich mit der Volksabstimmung über den Austritt Deutschlands aus dem Völkerbund statt. Vorangegangen war die Ausschaltung der politischen Gegner des nationalsozialistischen Systems. Zur Reichstagswahl zugelassen war nur eine nationalsozialistisch dominierte Einheitsliste, auf der auch einige als Gäste bezeichnete Parteilose kandidierten. Bei der Volksabstimmung war eine Ablehnung der Maßnahme zwar technisch möglich, allerdings war der Austritt aus dem Völkerbund von der Reichsregierung zum Zeitpunkt der Abstimmung längst vollzogen worden. Wahl und Abstimmung fanden unter undemokratischen Bedingungen statt und erbrachten, wie von den Nationalsozialisten beabsichtigt, eine deutliche Zustimmung. So entfielen bei der Reichstagswahl 92,11 % der abgegebenen Stimmen auf die Einheitsliste der NSDAP, und 95,08 % der gültigen Stimmen in der Volksabstimmung bejahten den Austritt aus dem Völkerbund.

## Rechtliche Rahmenbedingungen
Am 14. Juli 1933 erließ die Regierung Hitler das Gesetz über Volksabstimmung. Damit war die rechtliche Grundlage geschaffen, damit die Reichsregierung das Volk zu „beabsichtigten Maßnahmen“ befragen konnte, wobei es sich auch um Gesetze handeln konnte (§ 1) und stets die einfache Mehrheit der abgegebenen gültigen Stimmen entscheiden sollte (§ 2). In Verbindung mit dem zuvor bereits erlassenen Ermächtigungsgesetz und dem Verbot und der Verfolgung ihrer politischen Gegner konnte das nationalsozialistische Regime nach freiem Belieben Volksabstimmungen ansetzen, zu denen keine Opposition erlaubt war. Es war formal möglich, bei den Abstimmungen mit ‚Nein‘ zu stimmen, aber stets mit dem Risiko von Bestrafung verbunden. Unter diesen unfreien Bedingungen kam den Volksabstimmungen im faschistischen Führerstaat die Funktion einer Akklamation zu, mit der die scheinbare Einheit zwischen der Regierung der NSDAP und der von ihr propagierten Volksgemeinschaft nach innen und außen demonstriert werden sollte.

## Politische Ausgangssituation
Innenpolitisch war die Zeit seit der Reichstagswahl vom März 1933 von der Ausschaltung der politischen Gegner des Nationalsozialismus geprägt. Die letzte Sitzung des Reichstages fand am 17. Mai statt, als sich die KPD bereits in der Illegalität befand. Die SPD wurde am 22. Juni verboten. Die anderen Parteien hatten sich wie das Zentrum mehr oder weniger freiwillig aufgelöst. Am 14. Juli wurde das Gesetz gegen die Neubildung von Parteien erlassen, damit wurde die NSDAP zur einzigen legalen politischen Organisation.
Von einer Mehrheit der Bevölkerung wurde die Beseitigung der politischen Parteien und insbesondere die Zerschlagungen der SPD und der KPD begrüßt und dem Regime als Erfolg angerechnet.
Der NSDAP war es in dieser Zeit gelungen, alle propagandistischen Einflussmöglichkeiten für sich zu gewinnen. Für das Regime positiv zu Buche schlug vor allem das allmähliche Ende der Weltwirtschaftskrise. Der beginnende Rückgang der Arbeitslosenzahlen wurde der Regierung zugeschrieben.
In außenpolitischer Hinsicht konnte Hitler dagegen bis dahin wenig Erfolge aufweisen. Sein Regime war weitgehend isoliert. Dies zeigte sich auf der Genfer Abrüstungskonferenz (Februar 1932 bis Juni 1934). Stand Deutschland 1932 kurz davor, militärisch gleichberechtigt zu werden, war davon nun keine Rede mehr. Stattdessen schlug das Vereinigte Königreich ein System vor, um die deutsche Aufrüstung zu kontrollieren. Daraufhin ließ Hitler am 14. Oktober 1933 die Abrüstungsverhandlungen abbrechen und den Austritt aus dem Völkerbund bekanntgeben. Dieser Schritt war in weiten Kreisen populär. Auch der Theologe Martin Niemöller schickte Hitler dazu ein begeistertes Glückwunschschreiben. Der Austritt aus dem Völkerbund sollte durch eine Volksabstimmung legitimiert werden, um mit der erwarteten hohen Zustimmung im Rücken der feindlichen Rhetorik anderer Regierungen entgegentreten zu können.
Gleichzeitig sollte eine Reichstagswahl stattfinden. Zwar waren alle Parteien außer der NSDAP in den Monaten zuvor aufgelöst worden oder hatten sich freiwillig aufgelöst. Die noch im März 1933 vor der Machtergreifung gewählten Parlamentarier hatten jedoch weiterhin ihr Reichstagsmandat inne. Mit der erneuten Wahl im November 1933 sollte nun ein ausschließlich ‚nationaler‘ Reichstag formiert werden. Dementsprechend war nur eine Einheitsliste zugelassen. Diese Liste wurde vom Reichsministerium des Innern in Zusammenarbeit mit der NSDAP zusammengestellt. Die meisten Bewerber waren NSDAP-Mitglieder und -Aktivisten. Es wurden aber auch ehemalige Angehörige von DNVP, DVP, Zentrum oder BVP aufgestellt, um eine gewisse Pluralität vorzutäuschen.

## Wahl- und Abstimmungskampf
Das Regime warb mit allen Mitteln der Propaganda um Zustimmung. Die Partei warb mit dem Slogan „Mit Hitler gegen den Rüstungswahnsinn“. Unterstützt wurde die Regierung dabei von führenden Personen des öffentlichen Lebens. Den Auftakt bildete das am 26. Oktober 1933 reichsweit veröffentlichte Gelöbnis treuester Gefolgschaft, mit dem 88 Schriftsteller der Deutschen Akademie der Dichtung dem Reichskanzler Adolf Hitler ihre vorbehaltlose Unterstützung versprachen. Am 1. November rief derselbe Verband ausdrücklich zur Wahl des „Volkskanzlers Adolf Hitler“ und für ein „Ja“ zum Austritt aus dem Völkerbund auf. Am 11. November forderte Reichspräsident Paul von Hindenburg in einer seiner seltenen Radioansprachen zur Zustimmung auf. Am selben Tag erfolgte in Leipzig das Bekenntnis der deutschen Professoren zu Adolf Hitler, mit dem sich hochrangige deutsche Gelehrte und Wissenschaftler demonstrativ hinter Hitler stellten. Unterstützung kam auch von dem Chirurgen Ferdinand Sauerbruch, dem Philosophen Martin Heidegger und dem Schriftsteller Gerhart Hauptmann. Auch die Spitzen der Wirtschaft und der Kirchen riefen zur Abstimmung auf. Im Fall der katholischen Kirche trug der Abschluss des Reichskonkordats im Juli 1933 zwischen dem Heiligen Stuhl und dem Deutschen Reich dazu bei, dass die Bischöfe nunmehr zur „freudigen Stimmabgabe für den Führer“ aufriefen. Auch einige national eingestellte Gegner des Regimes sprachen sich zumindest hinsichtlich der Volksabstimmung für eine Zustimmung aus, weil sie damit eine nationale Außenpolitik unterstützen wollten.

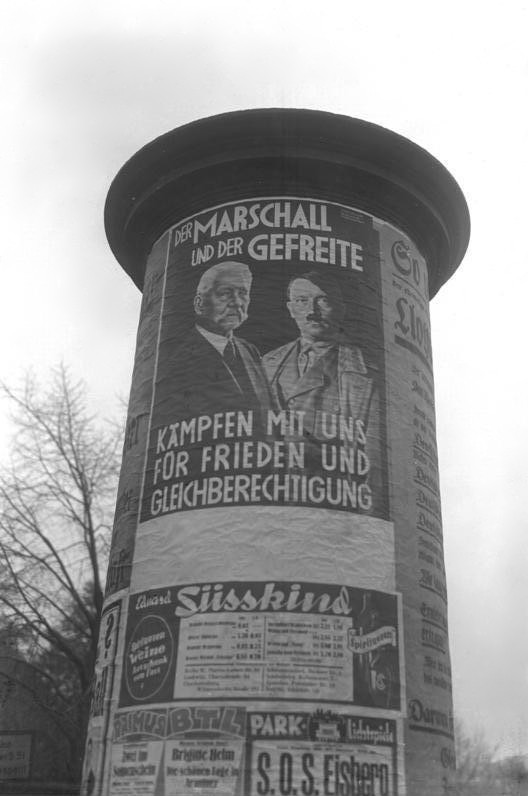
Litfaßsäule mit einem Wahlplakat der NSDAP (Berlin)
Aufruf des Präsidenten der Reichsbahndirektion Mainz, Erich Goudefroy, bei der Volksabstimmung zum Austritt aus dem Völkerbund mit ‚Ja‘ zu stimmen
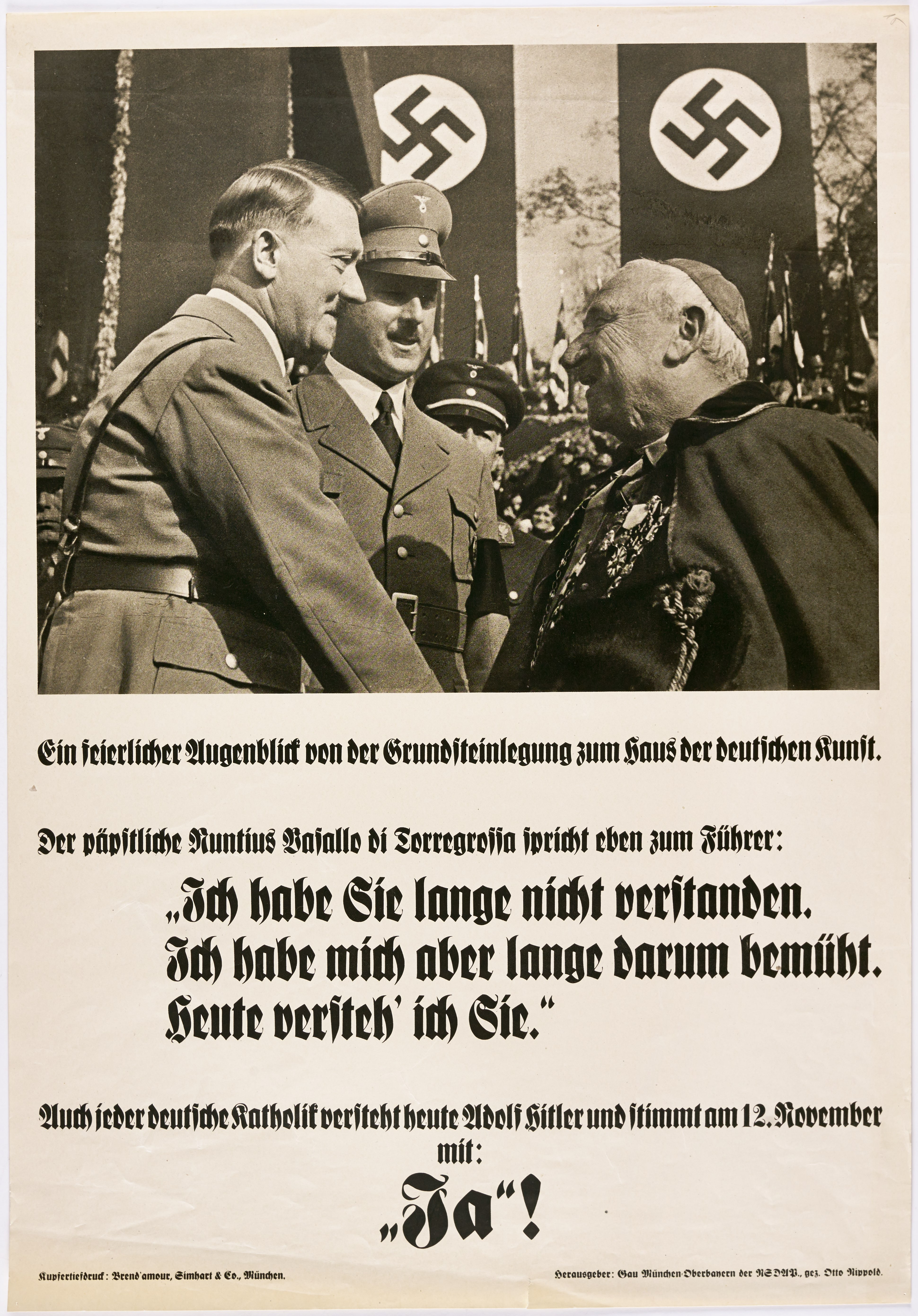
Propagandaplakat mit Hitler und Alberto Vassallo di Torregrossa, das sich an katholische Stimmbürger richtete
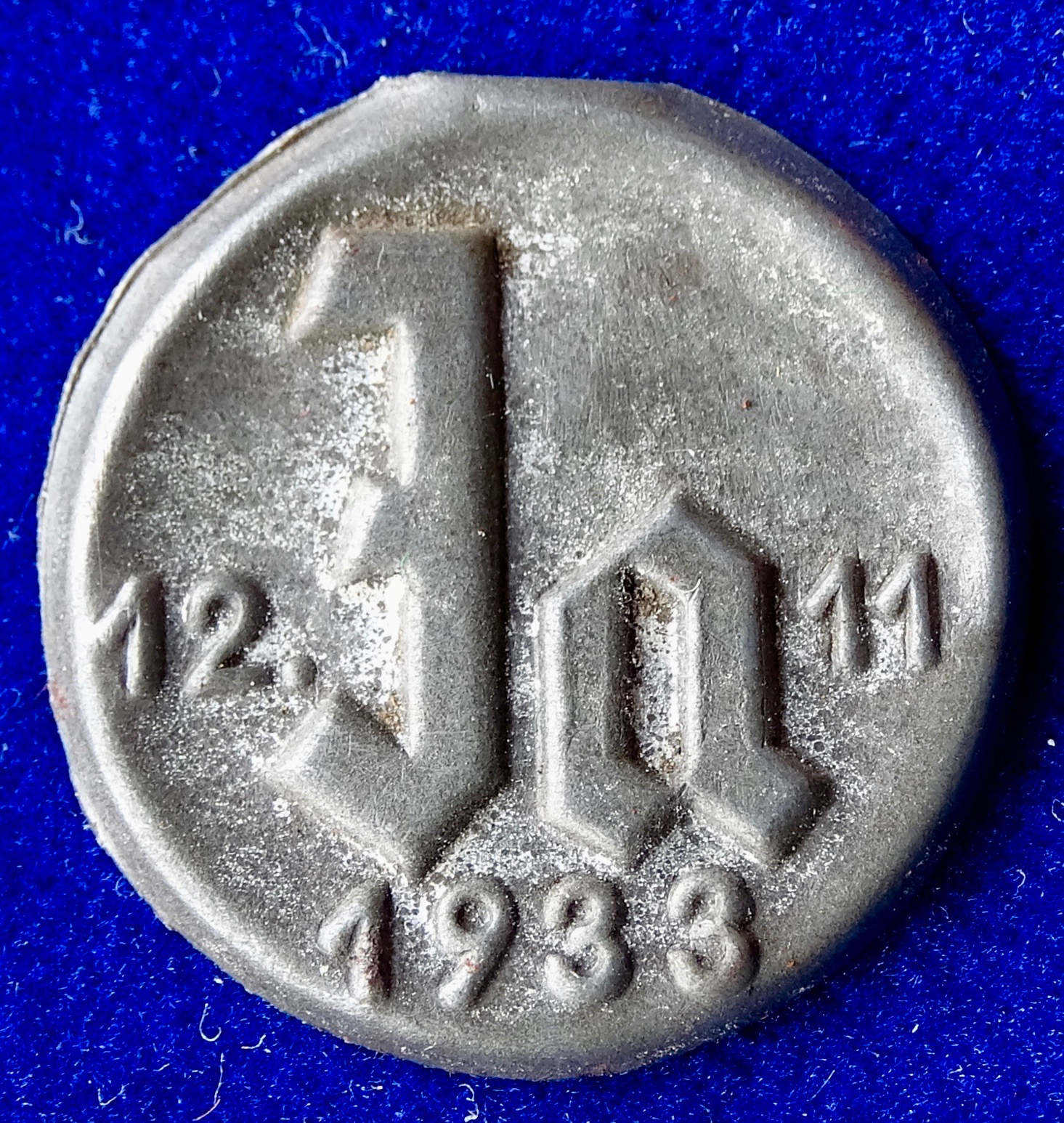
Eisernes Abzeichen zur Volksabstimmung am 12. November 1933

## Ergebnisse

### Reichstagswahl

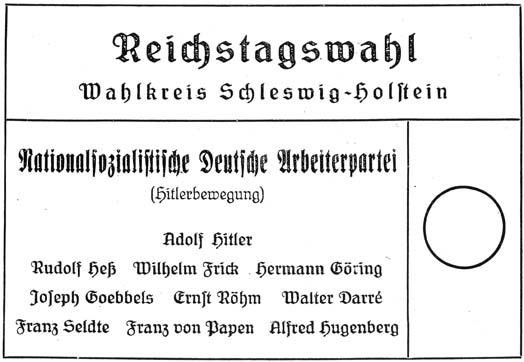
Der Stimmzettel zur Reichstagswahl (hier Wahlkreis 13 Schleswig-Holstein) führte reichsweit dieselben zehn Kandidaten.

Da außer der NSDAP keine weiteren Parteien zur Wahl zugelassen waren, war sie als einzige auf dem Wahlzettel aufgeführt. Sie trat reichsweit mit einer Einheitsliste an, von der die ersten zehn Kandidaten namentlich auf dem Stimmzettel genannt waren. Sieben der aufgeführten Personen waren Mitglieder der NSDAP (Adolf Hitler, Rudolf Heß, Wilhelm Frick, Hermann Göring, Joseph Goebbels, Ernst Röhm und Walther Darré), drei weitere entstammten der Kampffront Schwarz-Weiß-Rot (Franz Seldte, Franz von Papen und Alfred Hugenberg). Wie bereits zu Zeiten der Weimarer Republik festgelegt, gab es einen Sitz je 60.000 abgegebene Stimmen.
Die 661 Nominierten auf der Einheitsliste zogen in den Reichstag ein. Von ihnen waren 639 Mitglieder der NSDAP, 22 waren als Gäste bezeichnete Parteilose. Unter den Abgeordneten befanden sich weder Juden noch Frauen; die meisten Gewählten hatten ein Alter von 30 bis 45 Jahren.
Leere Stimmzettel wurden als Zustimmung zur Liste der NSDAP gewertet. Lediglich Stimmzettel mit einer deutlichen Ablehnung des Wahlvorschlags wurden als ungültig gewertet. Leere Stimmumschläge wurden im amtlichen Endergebnis gesondert ausgewiesen und nicht zu den ungültigen Stimmen gerechnet.
| Stimmverteilung Reichstagswahl | Stimmverteilung Reichstagswahl | Stimmverteilung Reichstagswahl | Stimmverteilung Reichstagswahl | Stimmverteilung Reichstagswahl | Stimmverteilung Reichstagswahl | Stimmverteilung Reichstagswahl | Stimmverteilung Reichstagswahl | Stimmverteilung Reichstagswahl | Stimmverteilung Reichstagswahl |
| Nummer                         | Wahlkreis                      | Wahlberechtigte                | abgegebene Stimmen             | abgegebene Stimmen             | ungültige Stimmen              | ungültige Stimmen              | für die NSDAP                  | für die NSDAP                  | für die NSDAP                  |
| Nummer                         | Wahlkreis                      | Anzahl                         | Anzahl                         | Anteil Berechtigte             | Anzahl                         | Anteil abgegebene              | Anzahl                         | Anteil abgegebene              | Anteil Berechtigte             |
| Deutsches Reich                | Deutsches Reich                | 45.176.7130                    | 43.053.6160                    | 95,30 %                        | .3.398.404                     | 07,89 %                        | 39.655.2120                    | 92,11 %                        | 87,80 %                        |
| ------------------------------ | ------------------------------ | ------------------------------ | ------------------------------ | ------------------------------ | ------------------------------ | ------------------------------ | ------------------------------ | ------------------------------ | ------------------------------ |
| 01                             | Ostpreußen                     | 1.479.974                      | 1.410.059                      | 95,28 %                        | 040.416                        | 02,87 %                        | 1.369.643                      | 97,13 %                        | 92,55 %                        |
| 02                             | Berlin                         | 1.467.118                      | 1.335.468                      | 91,03 %                        | 199.480                        | 14,94 %                        | 1.135.988                      | 85,06 %                        | 77,43 %                        |
| 03                             | Potsdam II                     | 1.481.835                      | 1.325.955                      | 89,48 %                        | 147.556                        | 11,13 %                        | 1.178.399                      | 88,87 %                        | 79,52 %                        |
| 04                             | 0Potsdam I                     | 1.535.705                      | 1.459.407                      | 95,03 %                        | 135.639                        | 09,29 %                        | 1.323.768                      | 90,71 %                        | 86,20 %                        |
| 05                             | Frankfurt a. d. O.             | 1.130.859                      | 1.096.247                      | 96,94 %                        | 051.015                        | 04,65 %                        | 1.045.232                      | 95,35 %                        | 92,43 %                        |
| 06                             | Pommern                        | 1.292.425                      | 1.237.664                      | 95,76 %                        | 059.261                        | 04,79 %                        | 1.178.403                      | 95,21 %                        | 91,18 %                        |
| 07                             | Breslau                        | 1.329.505                      | 1.255.056                      | 94,40 %                        | 075.562                        | 06,02 %                        | 1.179.494                      | 93,98 %                        | 88,72 %                        |
| 08                             | Liegnitz                       | 0.848.126                      | 0.817.928                      | 96,44 %                        | 054.220                        | 06,63 %                        | 0.763.708                      | 93,37 %                        | 90,05 %                        |
| 09                             | Oppeln                         | 0.916.610                      | 0.875.202                      | 95,48 %                        | 039.743                        | 04,54 %                        | 0.835.459                      | 95,46 %                        | 91,15 %                        |
| 10                             | Magdeburg                      | 1.163.826                      | 1.126.699                      | 96,81 %                        | 098.372                        | 08,73 %                        | 1.028.327                      | 91,27 %                        | 88,36 %                        |
| 11                             | Merseburg                      | 1.018.242                      | 0.976.947                      | 95,94 %                        | 075.436                        | 07,72 %                        | 0.901.511                      | 92,28 %                        | 88,54 %                        |
| 12                             | Thüringen                      | 1.601.631                      | 1.545.912                      | 96,52 %                        | 123.103                        | 07,96 %                        | 1.422.809                      | 92,04 %                        | 88,84 %                        |
| 13                             | Schleswig-Holstein             | 1.154.020                      | 1.082.796                      | 93,83 %                        | 112.263                        | 10,37 %                        | 0.970.533                      | 89,63 %                        | 84,10 %                        |
| 14                             | Weser-Ems                      | 1.067.566                      | 1.008.707                      | 94,49 %                        | 101.448                        | 10,06 %                        | 0.907.259                      | 89,94 %                        | 84,98 %                        |
| 15                             | Osthannover                    | 0.746.435                      | 0.711.809                      | 95,36 %                        | 047.169                        | 06,63 %                        | 0.664.640                      | 93,37 %                        | 89,04 %                        |
| 16                             | Südhannover-Braunschweig       | 1.400.751                      | 1.346.152                      | 96,10 %                        | 090.204                        | 06,70 %                        | 1.255.948                      | 93,30 %                        | 89,66 %                        |
| 17                             | Westfalen-Nord                 | 1.731.868                      | 1.639.316                      | 94,66 %                        | 138.566                        | 08,45 %                        | 1.500.750                      | 91,55 %                        | 86,65 %                        |
| 18                             | Westfalen-Süd                  | 1.753.759                      | 1.676.172                      | 95,58 %                        | 147.135                        | 08,78 %                        | 1.529.037                      | 91,22 %                        | 87,19 %                        |
| 19                             | Hessen-Nassau                  | 1.789.410                      | 1.723.551                      | 96,32 %                        | 093.991                        | 05,45 %                        | 1.629.560                      | 94,55 %                        | 91,07 %                        |
| 20                             | Köln-Aachen                    | 1.601.278                      | 1.512.866                      | 94,48 %                        | 161.531                        | 10,68 %                        | 1.351.335                      | 89,32 %                        | 84,39 %                        |
| 21                             | Koblenz-Trier                  | 0.858.252                      | 0.830.629                      | 96,78 %                        | 055.617                        | 06,70 %                        | 0.775.012                      | 93,30 %                        | 90,30 %                        |
| 22                             | Düsseldorf-Ost                 | 1.557.656                      | 1.465.610                      | 94,09 %                        | 129.478                        | 08,83 %                        | 1.336.132                      | 91,17 %                        | 85,78 %                        |
| 23                             | Düsseldorf-West                | 1.287.547                      | 1.233.270                      | 95,78 %                        | 087.547                        | 07,10 %                        | 1.145.723                      | 92,90 %                        | 88,98 %                        |
| 24                             | Oberbayern-Schwaben            | 1.812.135                      | 1.751.077                      | 96,63 %                        | 115.960                        | 06,62 %                        | 1.635.117                      | 93,38 %                        | 90,23 %                        |
| 25                             | Niederbayern                   | 0.873.824                      | 0.842.197                      | 96,38 %                        | 050.979                        | 06,05 %                        | 0.791.218                      | 93,95 %                        | 90,55 %                        |
| 26                             | Franken                        | 1.765.338                      | 1.720.793                      | 97,48 %                        | 102.986                        | 05,98 %                        | 1.617.807                      | 94,02 %                        | 91,64 %                        |
| 27                             | Pfalz                          | 0.652.640                      | 0.640.672                      | 98,17 %                        | 021.262                        | 03,32 %                        | 0.619.410                      | 96,68 %                        | 94,91 %                        |
| 28                             | Dresden-Bautzen                | 1.386.704                      | 1.322.623                      | 95,38 %                        | 112.831                        | 08,53 %                        | 1.209.792                      | 91,47 %                        | 87,24 %                        |
| 29                             | Leipzig                        | 0.982.158                      | 0.933.639                      | 95,06 %                        | 121.606                        | 13,02 %                        | 0.812.033                      | 86,98 %                        | 82,68 %                        |
| 30                             | Chemnitz-Zwickau               | 1.359.692                      | 1.305.358                      | 96,00 %                        | 118.759                        | 09,10 %                        | 1.186.599                      | 90,90 %                        | 87,27 %                        |
| 31                             | Württemberg                    | 1.883.540                      | 1.827.168                      | 97,01 %                        | 097.840                        | 05,35 %                        | 1.729.328                      | 94,65 %                        | 91,81 %                        |
| 32                             | Baden                          | 1.651.354                      | 1.567.368                      | 94,91 %                        | 117.008                        | 07,47 %                        | 1.450.360                      | 92,53 %                        | 87,83 %                        |
| 33                             | Hessen-Darmstadt               | 1.002.481                      | 0.957.246                      | 95,49 %                        | 066.924                        | 06,99 %                        | 0.890.322                      | 93,01 %                        | 88,81 %                        |
| 34                             | Hamburg                        | 0.942.656                      | 0.880.778                      | 93,44 %                        | 144.374                        | 16,39 %                        | 0.736.404                      | 83,61 %                        | 78,12 %                        |
| 35                             | Mecklenburg                    | 0.649.793                      | 0.611.275                      | 94,07 %                        | 063.123                        | 10,33 %                        | 0.548.152                      | 89,67 %                        | 84,36 %                        |

### Volksabstimmung
Die Reichsregierung hatte zunächst überlegt, für diese eine Volksabstimmung ein eigenes Gesetz zu erlassen, letztlich erfolgte die Regelung jedoch über einen sogenannten „Aufruf an das deutsche Volk“ sowie schlichte Durchführungsverordnungen. Die ursprüngliche Fassung der Abstimmungsfrage entsprach fast genau der aus dem Aufruf vom 14. Oktober 1933 und lautete: „Billigt das deutsche Volk die ihm im Aufruf der Reichsregierung vom 14. Oktober 1933 vorgelegte Politik der Reichsregierung und ist es bereit, diese als den Ausdruck seiner eigenen Auffassung und seines eigenen Willens zu erklären und sich feierlich zu ihr zu bekennen?“ (Durchführungsverordnung vom 14. Oktober 1933.) In kurzer Folge erließ die Reichsregierung zwei weitere Änderungsverordnungen zur Volksabstimmung. Mit der ersten wurde die Abstimmungsfrage geändert, die Abstimmenden wurden jetzt direkt angesprochen und dabei geduzt. Mit der zweiten Änderungsverordnung wurde der „Aufruf an das deutsche Volk“, der mit der alten Fragestellungen endete, der eigentlichen Abstimmungsfrage vorangestellt. Die Stimmzettel wurden auf grünem Papier gedruckt und zeigten zwei gleich große Kreise zum Ankreuzen, links mit der Überschrift ‚Ja‘ und rechts mit der Überschrift ‚Nein‘, jeweils gerahmt in gleich großen Quadraten.
Die Volksabstimmung fand am Sonntag, den 12. November 1933, statt. Es war die erste reichsweite Abstimmung in der Zeit des Nationalsozialismus. Die Abstimmungsfrage auf dem Stimmzettel lautete:

„Billigst Du, deutscher Mann, und Du, deutsche Frau, die Politik Deiner Reichsregierung, und bist Du bereit, sie als den Ausdruck Deiner eigenen Auffassung und Deines eigenen Willens zu erklären und Dich feierlich zu ihr zu bekennen?“

Das amtliche Endergebnis lautete:
| Stimmverteilung Volksabstimmung | Stimmverteilung Volksabstimmung | Stimmverteilung Volksabstimmung | Stimmverteilung Volksabstimmung | Stimmverteilung Volksabstimmung | Stimmverteilung Volksabstimmung | Stimmverteilung Volksabstimmung | Stimmverteilung Volksabstimmung | Stimmverteilung Volksabstimmung | Stimmverteilung Volksabstimmung | Stimmverteilung Volksabstimmung | Stimmverteilung Volksabstimmung | Stimmverteilung Volksabstimmung | Stimmverteilung Volksabstimmung | Stimmverteilung Volksabstimmung |
| Nr.                             | Stimmkreis                      | Stimmberechtigte (a)            | abgegebene Stimmen (b)          | abgegebene Stimmen (b)          | ungültige Stimmen               | ungültige Stimmen               | gültige Stimmen (c)             | gültige Stimmen (c)             | gültige Stimmen (c)             | gültige Stimmen (c)             | gültige Stimmen (c)             | gültige Stimmen (c)             | gültige Stimmen (c)             | gültige Stimmen (c)             |
| Nr.                             | Stimmkreis                      | Stimmberechtigte (a)            | abgegebene Stimmen (b)          | abgegebene Stimmen (b)          | ungültige Stimmen               | ungültige Stimmen               | Ja-Stimmen                      | Ja-Stimmen                      | Ja-Stimmen                      | Ja-Stimmen                      | Nein-Stimmen                    | Nein-Stimmen                    | Nein-Stimmen                    | Nein-Stimmen                    |
| Nr.                             | Stimmkreis                      | Anzahl                          | Anzahl                          | Anteil (a)                      | Anzahl                          | Anteil (b)                      | Anzahl                          | Anteil (c)                      | Anteil (b)                      | Anteil (a)                      | Anzahl                          | Anteil (c)                      | Anteil (b)                      | Anteil (a)                      |
| Deutsches Reich                 | Deutsches Reich                 | 45.176.7130                     | 43.491.5750                     | 96,27 %                         | 757.7560                        | 1,74 %                          | 40.632.6280                     | 95,08 %                         | 93,43 %                         | 89,94 %                         | 2.101.1910.                     | 04,92 %                         | 04,83 %                         | 04,65 %                         |
| ------------------------------- | ------------------------------- | ------------------------------- | ------------------------------- | ------------------------------- | ------------------------------- | ------------------------------- | ------------------------------- | ------------------------------- | ------------------------------- | ------------------------------- | ------------------------------- | ------------------------------- | ------------------------------- | ------------------------------- |
| 01                              | Ostpreußen                      | 1.479.974                       | 1.416.568                       | 95,72 %                         | 10.189                          | 0,72 %                          | 1.373.561                       | 97,67 %                         | 96,96 %                         | 92,81 %                         | 032.818                         | 02,33 %                         | 02,32 %                         | 02,22 %                         |
| 02                              | Berlin                          | 1.467.118                       | 1.358.143                       | 92,57 %                         | 39.024                          | 2,87 %                          | 1.176.766                       | 89,21 %                         | 86,65 %                         | 80,21 %                         | 142.353                         | 10,79 %                         | 10,48 %                         | 09,70 %                         |
| 03                              | Potsdam II                      | 1.481.835                       | 1.369.808                       | 92,44 %                         | 29.478                          | 2,15 %                          | 1.245.329                       | 92,91 %                         | 90,91 %                         | 84,04 %                         | 095.001                         | 07,09 %                         | 06,94 %                         | 06,41 %                         |
| 04                              | Potsdam I                       | 1.535.705                       | 1.472.102                       | 95,86 %                         | 29.766                          | 2,02 %                          | 1.354.714                       | 93,92 %                         | 92,03 %                         | 88,21 %                         | 087.622                         | 06,08 %                         | 05,95 %                         | 05,71 %                         |
| 05                              | Frankfurt a. d. O.              | 1.130.859                       | 1.102.383                       | 97,48 %                         | 13.922                          | 1,26 %                          | 1.052.327                       | 96,68 %                         | 95,46 %                         | 93,06 %                         | 036.134                         | 03,32 %                         | 03,28 %                         | 03,20 %                         |
| 06                              | Pommern                         | 1.292.425                       | 1.240.885                       | 96,01 %                         | 15.833                          | 1,28 %                          | 1.180.387                       | 96,35 %                         | 95,12 %                         | 91,33 %                         | 044.665                         | 03,65 %                         | 03,60 %                         | 03,46 %                         |
| 07                              | Breslau                         | 1.329.505                       | 1.265.086                       | 95,15 %                         | 17.673                          | 1,40 %                          | 1.196.441                       | 95,91 %                         | 94,57 %                         | 89,99 %                         | 050.972                         | 04,09 %                         | 04,03 %                         | 03,83 %                         |
| 08                              | Liegnitz                        | 0.848.126                       | 0.821.056                       | 96,81 %                         | 15.685                          | 1,91 %                          | 0.774.174                       | 96,13 %                         | 94,29 %                         | 91,28 %                         | 031.197                         | 03,87 %                         | 03,80 %                         | 03,68 %                         |
| 09                              | Oppeln                          | 0.916.610                       | 0.879.357                       | 95,94 %                         | 10.804                          | 1,23 %                          | 0.842.730                       | 97,03 %                         | 95,83 %                         | 91,94 %                         | 025.823                         | 02,97 %                         | 02,94 %                         | 02,82 %                         |
| 10                              | Magdeburg                       | 1.163.826                       | 1.135.527                       | 97,57 %                         | 24.000                          | 2,11 %                          | 1.037.082                       | 93,30 %                         | 91,33 %                         | 89,11 %                         | 074.445                         | 06,70 %                         | 06,56 %                         | 06,40 %                         |
| 11                              | Merseburg                       | 1.018.242                       | 0.986.001                       | 96,83 %                         | 19.514                          | 1,98 %                          | 0.912.348                       | 94,40 %                         | 92,53 %                         | 89,60 %                         | 054.139                         | 05,60 %                         | 05,49 %                         | 05,32 %                         |
| 12                              | Thüringen                       | 1.601.631                       | 1.558.144                       | 97,28 %                         | 30.440                          | 1,95 %                          | 1.451.821                       | 95,03 %                         | 93,18 %                         | 90,65 %                         | 075.883                         | 04,97 %                         | 04,87 %                         | 04,74 %                         |
| 13                              | Schleswig-Holstein              | 1.154.020                       | 1.097.521                       | 95,10 %                         | 26.251                          | 2,39 %                          | 0.979.212                       | 91,41 %                         | 89,22 %                         | 84,85 %                         | 092.058                         | 08,59 %                         | 08,39 %                         | 07,98 %                         |
| 14                              | Weser-Ems                       | 1.067.566                       | 1.024.247                       | 95,94 %                         | 21.955                          | 2,14 %                          | 0.935.656                       | 93,35 %                         | 91,35 %                         | 87,64 %                         | 066.636                         | 06,65 %                         | 06,51 %                         | 06,24 %                         |
| 15                              | Osthannover                     | 0.746.435                       | 0.718.260                       | 96,23 %                         | 10.885                          | 1,52 %                          | 0.671.130                       | 94,88 %                         | 93,44 %                         | 89,91 %                         | 036.245                         | 05,12 %                         | 05,05 %                         | 04,86 %                         |
| 16                              | Südhannover-Braunschweig        | 1.400.751                       | 1.354.070                       | 96,67 %                         | 22.058                          | 1,63 %                          | 1.276.059                       | 95,80 %                         | 94,24 %                         | 91,10 %                         | 055.953                         | 04,20 %                         | 04,13 %                         | 03,99 %                         |
| 17                              | Westfalen-Nord                  | 1.731.868                       | 1.667.046                       | 96,26 %                         | 31.779                          | 1,91 %                          | 1.543.128                       | 94,37 %                         | 92,57 %                         | 89,10 %                         | 092.139                         | 05,63 %                         | 05,53 %                         | 05,32 %                         |
| 18                              | Westfalen-Süd                   | 1.753.759                       | 1.699.301                       | 96,89 %                         | 29.573                          | 1,74 %                          | 1.569.081                       | 93,97 %                         | 92,34 %                         | 89,47 %                         | 100.647                         | 06,03 %                         | 05,92 %                         | 05,74 %                         |
| 19                              | Hessen-Nassau                   | 1.789.410                       | 1.732.290                       | 96,81 %                         | 20.389                          | 1,18 %                          | 1.672.098                       | 97,67 %                         | 96,53 %                         | 93,44 %                         | 039.803                         | 02,33 %                         | 02,30 %                         | 02,22 %                         |
| 20                              | Köln-Aachen                     | 1.601.278                       | 1.528.393                       | 95,45 %                         | 33.510                          | 2,19 %                          | 1.411.101                       | 94,40 %                         | 92,33 %                         | 88,12 %                         | 083.782                         | 05,60 %                         | 05,48 %                         | 05,23 %                         |
| 21                              | Koblenz-Trier                   | 0.858.252                       | 0.834.646                       | 97,25 %                         | 14.631                          | 1,75 %                          | 0.801.215                       | 97,71 %                         | 95,99 %                         | 93,35 %                         | 018.800                         | 02,29 %                         | 02,25 %                         | 02,19 %                         |
| 22                              | Düsseldorf-Ost                  | 1.557.656                       | 1.487.453                       | 95,49 %                         | 23.013                          | 1,55 %                          | 1.378.525                       | 94,13 %                         | 92,68 %                         | 88,50 %                         | 085.915                         | 05,87 %                         | 05,78 %                         | 05,52 %                         |
| 23                              | Düsseldorf-West                 | 1.287.547                       | 1.245.320                       | 96,72 %                         | 17.521                          | 1,41 %                          | 1.183.241                       | 96,37 %                         | 95,02 %                         | 91,90 %                         | 044.558                         | 03,63 %                         | 03,58 %                         | 03,46 %                         |
| 24                              | Oberbayern-Schwaben             | 1.812.135                       | 1.768.402                       | 97,59 %                         | 24.512                          | 1,39 %                          | 1.688.456                       | 96,82 %                         | 95,48 %                         | 93,17 %                         | 055.434                         | 03,18 %                         | 03,13 %                         | 03,06 %                         |
| 25                              | Niederbayern                    | 0.873.824                       | 0.845.619                       | 96,77 %                         | 11.059                          | 1,31 %                          | 0.813.274                       | 97,45 %                         | 96,17 %                         | 93,07 %                         | 021.286                         | 02,55 %                         | 02,52 %                         | 02,44 %                         |
| 26                              | Franken                         | 1.765.338                       | 1.728.689                       | 97,92 %                         | 20.846                          | 1,21 %                          | 1.673.668                       | 98,00 %                         | 96,82 %                         | 94,81 %                         | 034.175                         | 02,00 %                         | 01,98 %                         | 01,94 %                         |
| 27                              | Pfalz                           | 0.652.640                       | 0.643.503                       | 98,60 %                         | 03.894                          | 0,61 %                          | 0.624.852                       | 97,69 %                         | 97,10 %                         | 95,74 %                         | 014.757                         | 02,31 %                         | 02,29 %                         | 02,26 %                         |
| 28                              | Dresden-Bautzen                 | 1.386.704                       | 1.339.562                       | 96,60 %                         | 28.097                          | 2,10 %                          | 1.255.997                       | 95,77 %                         | 93,76 %                         | 90,57 %                         | 055.468                         | 04,23 %                         | 04,14 %                         | 04,00 %                         |
| 29                              | Leipzig                         | 0.982.158                       | 0.951.930                       | 96,92 %                         | 24.193                          | 2,54 %                          | 0.835.010                       | 90,01 %                         | 87,72 %                         | 85,02 %                         | 092.727                         | 09,99 %                         | 09,74 %                         | 09,44 %                         |
| 30                              | Chemnitz-Zwickau                | 1.359.692                       | 1.318.576                       | 96,98 %                         | 28.636                          | 2,17 %                          | 1.218.521                       | 94,46 %                         | 92,41 %                         | 89,62 %                         | 071.419                         | 05,54 %                         | 05,42 %                         | 05,25 %                         |
| 31                              | Württemberg                     | 1.883.540                       | 1.837.461                       | 97,55 %                         | 22.560                          | 1,23 %                          | 1.776.148                       | 97,86 %                         | 96,66 %                         | 94,30 %                         | 038.753                         | 02,14 %                         | 02,11 %                         | 02,06 %                         |
| 32                              | Baden                           | 1.651.354                       | 1.581.093                       | 95,75 %                         | 27.704                          | 1,75 %                          | 1.504.162                       | 96,83 %                         | 95,13 %                         | 91,09 %                         | 049.227                         | 03,17 %                         | 03,11 %                         | 02,98 %                         |
| 33                              | Hessen-Darmstadt                | 1.002.481                       | 0.965.428                       | 96,30 %                         | 14.359                          | 1,49 %                          | 0.914.434                       | 96,15 %                         | 94,72 %                         | 91,22 %                         | 036.635                         | 03,85 %                         | 03,79 %                         | 03,65 %                         |
| 34                              | Hamburg                         | 0.942.656                       | 0.897.764                       | 95,24 %                         | 29.771                          | 3,32 %                          | 0.755.450                       | 87,03 %                         | 84,15 %                         | 80,14 %                         | 112.543                         | 12,97 %                         | 12,54 %                         | 11,94 %                         |
| 35                              | Mecklenburg                     | 0.649.793                       | 0.619.941                       | 95,41 %                         | 14.232                          | 2,30 %                          | 0.554.530                       | 91,55 %                         | 89,45 %                         | 85,34 %                         | 051.179                         | 08,45 %                         | 08,26 %                         | 07,88 %                         |

## Deutung und Folgen
Das nationalsozialistische Regime hatte ein starkes Interesse daran, eine möglichst hohe Wahl- und Stimmbeteiligung in Verbindung mit möglichst vielen Unterstützungsbekundungen zu erreichen. Die Reichstagswahl diente vorrangig der Machtabsicherung nach innen und verfolgte längerfristige politische Ziele, während die Volksabstimmung die NS-Diktatur vor einem internationalen Publikum rechtfertigen sollte und als Teil einer außenpolitischen Wende zu verstehen ist.
Sowohl für Wahl und Abstimmung gilt, dass das Wahlgeheimnis zwar offiziell gewahrt blieb, sie jedoch in keiner Weise frei abliefen: In den Wahl- und Stimmlokalen waren Hitlerbilder oder Hakenkreuzfahnen aufgehängt, die SA durfte die Wahllisten einsehen und organisierte einen „Wahlschleppdienst“, um Personen zur Teilnahme zu nötigen. Aber auch wo kein Druck ausgeübt wurde, blieb das Vertrauen in das Wahl- und Stimmgeheimnis zweifelhaft. Viele Menschen waren angesichts der politischen Gewalt und Verfolgung eingeschüchtert oder sahen keine Alternative zu einem zustimmenden Votum. Alternativ konnte man Wahl und Abstimmung fern bleiben und damit zumindest mittelbar seine Ablehnung zum Ausdruck bringen.
Der Historiker Hans-Ulrich Wehler geht davon aus, dass wegen des Fehlens einer systematischen Wahlfälschung die Ergebnisse tatsächlich im Kern die Zustimmung eines großen Teils der Bevölkerung zum Regime widerspiegelten.

### Reichstagswahl
Durch das Fehlen jeglicher Alternative zur NSDAP war die Reichstagswahl auf eine reine Akklamation reduziert. Zwar war es bei dieser Wahl noch ohne größeres Risiko möglich, seine Ablehnung auszudrücken. Hierfür musste jedoch der Stimmzettel aktiv durch Beschreiben ungültig gemacht werden. Die Wahlbeteiligung war mit 95,2 % sehr hoch, wobei 87,80 % der Wahlberechtigten beziehungsweise 92,11 % der Wählenden für die NSDAP stimmten, auch wenn das Ergebnis der Wahl durch das Fehlen jeglicher Alternative ohnehin gesichert war.
Zugleich wurde jedoch deutlich, dass trotz umfassender Propaganda, politischem Terror und dem Fehlen jeglicher Wahlalternative es noch immer eine beträchtliche Anzahl von Gegnern des Regimes gab. Vor allem in den Hochburgen der zerschlagenen Arbeiterparteien und in Quartieren mit einem hohen jüdischen Bevölkerungsanteil wurde dies deutlich. So lag der Anteil an ungültigen Stimmen vor allem in den großstädtischen Wahlbezirken im zweistelligen Bereich. Zugleich fiel auch die Wahlbeteiligung etwas geringer aus, was vermutlich auch auf die geringere soziale Kontrolle zurückzuführen ist.
Unabhängig hiervon erreichte das Regime jedoch sein politisches Ziel eines uniformierten Reichstags. Der bereits weit vorangeschrittene Umbau des Deutschen Reichs von einer Republik hin zu einer nationalsozialistischen Diktatur wurde mit der Wahl vom November 1933 in einer weiteren gesellschaftlichen Institution vollzogen.

### Volksabstimmung
Die Volksabstimmung wurde recht kurzfristig angesetzt und diente vorrangig der Absicherung des bis dahin wenig erfolgreichen außenpolitischen Kurses der Nationalsozialisten. So schreibt der Politikwissenschaftler Otmar Jung über Hitlers Entscheidung für die Volksabstimmung: „Der ‚Theatermann‘ wollte ein politisches ‚Schauspiel‘, und aufgeführt werden sollte es für das Publikum der anderen Völker.“ (Otmar Jung: Plebiszit und Diktatur, S. 35) Die Stimmbeteiligung lag mit 96,27 % etwas höher als bei der zeitgleichen Reichstagswahl. Die Abstimmung erbrachte 95,08 % ‚Ja‘-Stimmen, bei nur 4,92 % ‚Nein‘-Stimmen. Die Zahl der ungültigen Stimmzettel lag bei 1,74 %.
Insbesondere im Vergleich mit der zeitgleich durchgeführten Reichstagswahl durfte das Regime dies als eine eindrucksvolle Bestätigung seines politischen Kurses sehen. Das gilt umso mehr, als die Volksabstimmung durch die Möglichkeit einer ‚Nein‘-Stimme zumindest formell noch so etwas wie eine Entscheidungsmöglichkeit ermöglichte. Auch die deutlich niedrigere Zahl an ungültigen Stimmen zeigt, dass der Austritt aus dem Völkerbund zumindest bei einem Teil der ansonsten oppositionell eingestellten auf Zustimmung traf.
Neben der Einschätzung der politischen Wirksamkeit der Volksabstimmung wurde bereits von Zeitgenossen die Frage aufgeworfen, ob sie überhaupt legal gewesen sei. Schließlich sah das von den Nationalsozialisten selbst durchgesetzte Volksabstimmungsgesetz vor, dass lediglich über ‚beabsichtigte‘ Maßnahmen abgestimmt werden sollte. Der Austritt aus dem Völkerbund war jedoch bereits längst vollzogen und daher eigentlich nicht abstimmungsfähig. Ein weiterer Anhaltspunkt für die fehlende Rechtmäßigkeit ist, dass das Volksabstimmungsgesetz zwingend die Veröffentlichung der abgestimmten Maßnahme im Reichsgesetzblatt vorsah, was jedoch im Fall des Austritts aus dem Völkerbund nie geschah.